# Bjeloševina (Nikšić)
Pour les articles homonymes, voir Bjeloševina.
Bjeloševina (en serbe cyrillique : Бјелошевина) est un village de l'ouest du Monténégro, dans la municipalité de Nikšić.

## Démographie

### Évolution historique de la population
| 1948 | 1953 | 1961 | 1971 | 1981 | 1991 | 2003 |
| ---- | ---- | ---- | ---- | ---- | ---- | ---- |
| 244  | 268  | 261  | 229  | 256  | 245  | 213  |